# Erygia squamiplena
Erygia squamiplena là một loài bướm đêm trong họ Noctuidae.